# Russe (ustensile)
Pour les articles homonymes, voir Russe (homonymie).
 (mars 2023).
Si vous disposez d'ouvrages ou d'articles de référence ou si vous connaissez des sites web de qualité traitant du thème abordé ici, merci de compléter l'article en donnant les références utiles à sa vérifiabilité et en les liant à la section « Notes et références ».

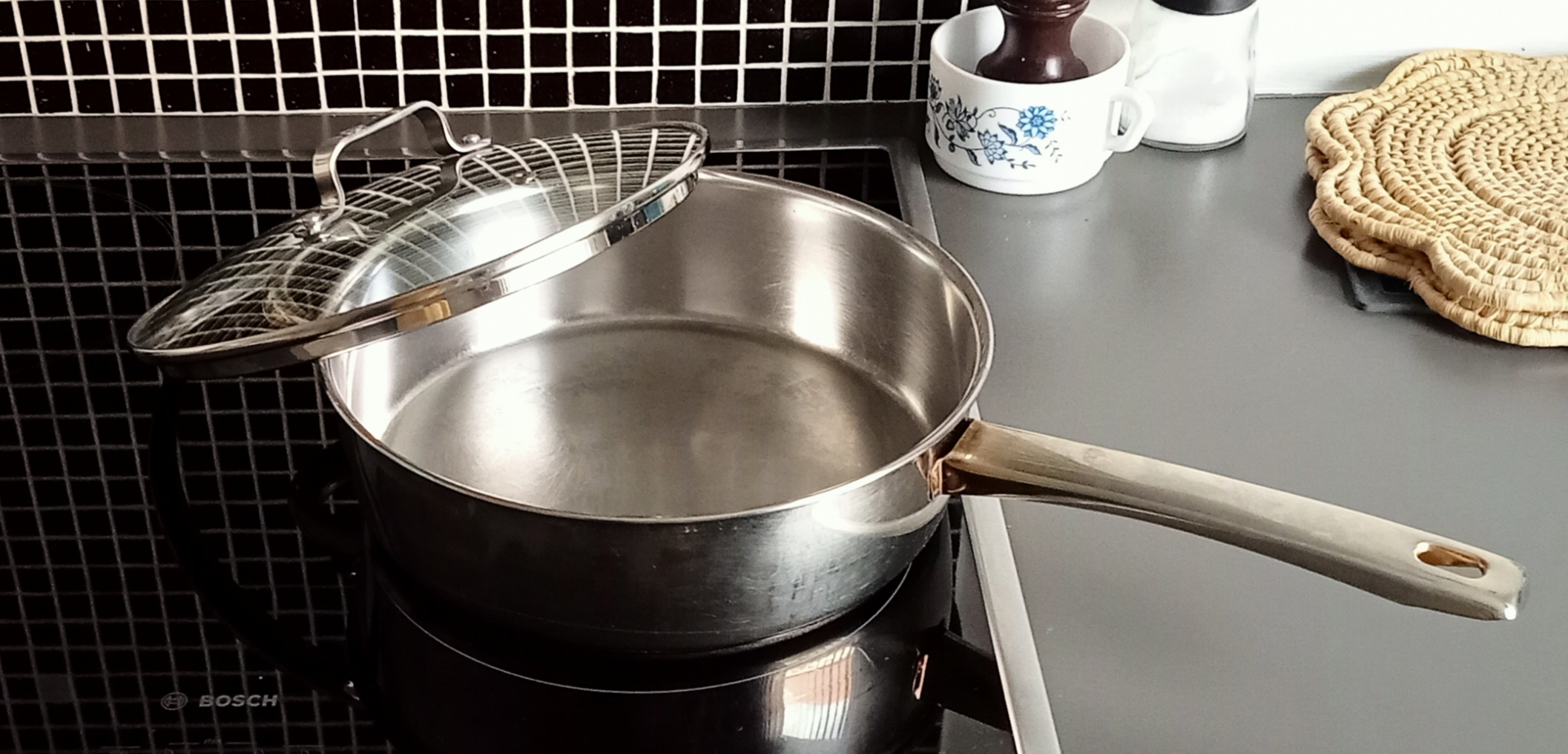
Une russe.

Russe est le nom donné par les professionnels de la restauration à la casserole traditionnelle. C'est une casserole ronde avec des bords droits et hauts.
Une casserole possède un bec verseur à la différence d'une russe qui n'en a pas.
L’origine de cette appellation vient peut-être du fait que les « russes » peuvent s'empiler par taille décroissante comme des poupées russes.